# Amphitrema
Amphitrema ist eine Gattung von beschalten (Testaten) Amöben aus der Familie Amphitremidae. Die Gattung ist häufig in Torfmooren zu finden, die von der Moos-Gattung Sphagnum (Torfmoose) dominiert werden.
Alle Arten dieser Gattung Amphitrema sind mixotroph und beherbergen einzellige Algen, die zur Gattung Chlorella gehören.

## Beschreibung
Die Zellen der Gattung Amphitrema  erscheinen im Lichtmikroskop farblos-transparent (hyalin) oder leicht gelb bis bräunlich.
Die Schale (Testa) ist symmetrisch-eiförmig, etwas zusammengedrückt. Sie besteht aus einer transparenten proteinhaltigen Membran, mit oder (seltener) ohne anhaftende mineralische Fremdpartikel. Es gibt zwei ovale Öffnungen (englisch apertures) an den gegenüberliegenden Polen und hat oft einen äußeren Kragen. Der Zellkern liegt zentral, und es gibt eine bis mehrere kontraktile Vakuolen. Die geraden Filopodien (Scheinfüßchen) sind strahlenförmig und spärlich verzweigt.
Die Zellen besitzen endosymbiotische Zoochlorellen.
Habitat: Süßwasser.

## Artenliste
Früher wurde die Gattung zu den Foraminifera klassifiziert, heute aber zur Familie Amphitraemidae der Netzschleimpilz-Ordnung Amphitremida. Die Gattung umfasst folgende Arten (Stand 24. September 2024):
Gattung Amphitrema Archer, 1867(J,N,µ,W) [Amphytrema(J) – Schreibvariante]
- Amphitrema congolense Van Oye, 1958(J,µ)
- Amphitrema flavum Archer, 1872(J) [Ditrema flavum Archer(J)]
- Amphitrema jollyi Van Oye, 1956(J)
- Amphitrema lemanense Penard, 1903(J,W?)
- Amphitrema paparoensis  Van Oye, 1956(J,µ)
- Amphitrema rhenanum Lauterborn, 1896(J,W?)
- Amphitrema stenostoma Nüsslin, 1884(µ,W?) bzw. Nusslin, 1884(J)
- Amphitrema wrightianum Archer, 1869(J,µ,N,W?)

Verschiebungen:
…zur Gattung Paramphitrema:
- Amphitrema aegyptica  Michaeloff, 1936 ⇒ Paramphitrema lemanense[6]

Quellen:
(W)μ– World Register of Marine Species (WoRMS)
(J)W– National Institute for Environmental Studies, Japan (NIES)
(N)G– National Center for Biotechnology Information (NCBI)
(μ)G– Microworld

## Amphitrema wrightianum
Die membranartige Schale (Testa) von Amphitrema wrightianum ist mit Fremdpartikeln verkrustet.
Diese Art wurde Moorlöchern (engl. moor pools) auf Irland gefunden.
Diese Art ist im Großen und Ganzen ähnlich wie A. jollyi, besitzt aber einen recht ausgeprägten Hals.
Die dicke chitinhaltige Testa ist transparent (hyalin), aber von leicht bräunlicher Farbe.
In der Dorsalansicht sind die lateralen Seiten fast parallel.
Die Quarzkörner und verschiedene andere Fremdpartikel (Xenosome) sind insgesamt relativ zahlreich, aber auf der gesamten Oberfläche der Testa verstreut, so dass es keine Bereiche gibt, die lückenlos mit ihnen bedeckt sind.
Der deutliche Hals, sowie das Vorhandensein von Quarzkörnern und verschiedenen anderen Fremdpartikeln (Xenosomen), die bräunliche Farbe, die Größe und das allgemeine Aussehen unterscheiden diese Art nicht nur von A. jollyi, sondern auch von A. flavum.

## Bildergalerie

Amphitrema flavum, Mikrophotographie
Amphitrema flavum, Mikrophotographie
Amphitrema stenostoma, Mikrophotographie
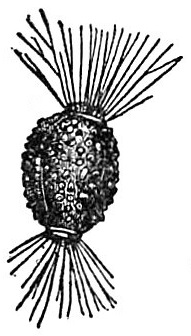
A. wrightianum, Illustration von 1911